# Episodi di Kung Fu (prima stagione)
| nº | Titolo originale         | Titolo italiano        | Prima TV USA | Prima TV Italia |
| -- | ------------------------ | ---------------------- | ------------ | --------------- |
| 1  | King of the Mountain     | Il re della montagna   |              |                 |
| 2  | Dark Angel               | Un antico demone       |              |                 |
| 3  | Blood Brother            | Fratello di sangue     |              |                 |
| 4  | An Eye for an Eye        | Occhio per occhio      |              |                 |
| 5  | The Tide                 | Il vecchio saggio      |              |                 |
| 6  | The Soul Is the Warrior  | L'anima e il guerriero |              |                 |
| 7  | Nine Lives               | Nove vite              |              |                 |
| 8  | Sun and Cloud Shadow     | La montagna d'oro      |              |                 |
| 9  | The Praying Mantis Kills | La mantide religiosa   |              |                 |
| 10 | Alethea                  | Alethea                |              |                 |
| 11 | Chains                   | Legami di sangue       |              |                 |
| 12 | Superstition             | Superstizione          |              |                 |
| 13 | The Stone                | Il diamante            |              |                 |
| 14 | The Third Man            | Il terzo uomo          |              |                 |
| 15 | The Ancient Warrior      | L'ultimo guerriero     |              |                 |